# Phascogale pirata
Phascogale pirata is een roofbuideldier uit het geslacht van de penseelstaartbuidelmuizen. De wetenschappelijke naam van de soort werd voor het eerst geldig gepubliceerd door Oldfield Thomas in 1904.

## Voorkomen
De soort komt voor alleen voor in het Top End en op Melville-eiland in het Noordelijk Territorium van Australië.
Kleine penseelstaartbuidelmuis (Phascogale calura) · Phascogale pirata · Tafa (Phascogale tapoatafa)